# 龙坪镇 (武穴市)
龙坪镇，是中华人民共和国湖北省黄冈市武穴市下辖的一个乡镇级行政单位。

## 行政区划
龙坪镇下辖以下地区：
花园社区、下冯村、大树村、五里村、朝阳村、朱河村、沙墩村、向文村、牛车村和新洲村。